# Idea Bank (Румыния)
Идея Банк (рум. Idea Bank; ранее Румынский Международный Банк; рум. Romanian International Bank) — румынский банк, базирующийся в Бухаресте. Начал свою деятельность в 1998 году. Основным акционером является польский миллиардер Лешек Чарнецкий.
В конце 2013 года Румынский международный банк был продан Idea Bank, польскому банку, контролируемому Getin Holding . В апреле 2014 года его деятельность продолжилась под новым брендом Idea Bank.
С 2015 года банк имеет 35 филиалов по всей стране и обслуживает в основном 2 клиентских сегмента: физические лица (розничная торговля) и малые и средние предприятия.